# Слипченко, Сергей Александрович
Серге́й Алекса́ндрович Сли́пченко (1912 — 1991) — советский дипломат. Чрезвычайный и полномочный посол.

## Биография
Трудился радистом на кораблях торгового флота, с 1938 корреспондент газеты «Советская Украина».
Участник Великой Отечественной войны.
Окончил Высшую партийную школу при ЦК КП(б) Украины (1953). На дипломатической работе с 1953 года.
- В 1953 году — заместитель заведующего Политическим отделом МИД Украинской ССР.
- В 1953—1954 годах — заведующий Политическим отделом и член коллегии МИД УССР.
- В 1955—1965 годах — заместитель министра иностранных дел УССР.
- С 4 марта 1965 по 10 июня 1970 года — чрезвычайный и полномочный посол СССР в Замбии[3].
- В 1970—1972 годах — на ответственной работе в центральном аппарате МИД СССР.
- С 26 декабря 1972 по 2 апреля 1980 года — чрезвычайный и полномочный посол СССР в Танзании[4].

После ухода в 1980 году в отставку — сотрудник Института Африки АН СССР.
Похоронен на Кунцевском кладбище.

## Семья
Двое сыновей Сергея Александровича также выбрали профессию дипломата. Старший, Александр Сергеевич, был послом Украины в Дании, Норвегии, Швеции и Израиле. Младший сын, Виктор Сергеевич, служит в российском министерстве иностранных дел.